# Tyndallisation
Tyndallisation ist ein Verfahren zur Keimreduktion in hitzeempfindlichen Lebensmitteln, das auf einer fraktionierten, diskontinuierlichen Sterilisation beruht. Im Gegensatz zur Sterilisation wird das zu tyndallisierende Material nicht einer Temperatur von 121 °C für 20 min, sondern lediglich maximal 100 °C ausgesetzt. Das Verfahren wurde um 1850 vom britischen Physiker John Tyndall entwickelt. 
Standardprotokoll zur Tyndallisation:
Zunächst wird die Probe für 30 min auf 100 °C erhitzt, wodurch eine Abtötung vegetativer Bakterien- und Pilzzellen erfolgt und die Auskeimung hitzestabiler, stationärer Sporen durch Hitzeschock induziert wird. Eine anschließende Inkubation für 12 h bei 37 °C führt zur Auskeimung der stationären Sporen zu vegetativen Zellen. Diese können nun durch ein erneutes Erhitzen für 30 min auf 100 °C abgetötet werden. Das Ergebnis ist eine deutliche Keimreduktion. Durch mehrfaches Wiederholen dieses Erhitzen-Inkubieren-Zyklus kann die Anzahl der Keime weiter reduziert werden.